# Manu García
Manuel García Alonso (Oviedo, 2 januari 1998) is een Spaans voetballer die doorgaans als aanvallende middenvelder speelt. Hij verruilde Sporting Gijón in juli 2022 voor Aris FC.

## Clubcarrière

### Manchester City
Manuel García verruilde in 2013 Sporting Gijón voor Manchester City. Op 22 september 2015 debuteerde hij voor The Citizens in de League Cup tegen Sunderland. Hij viel na 74 minuten in voor Sergio Agüero, die City eerder in de wedstrijd op voorsprong bracht via een strafschop. Manchester City won met 1–4 in het Stadium of Light en bekerde verder.

### uitleenbeurt Deportivo Alavés
Op 16 augustus 2016 werd de speler voor één seizoen uitgeleend aan Deportivo Alavés, een nieuwkomer in de Primera División. Hij zou echter enkel optreden in de Copa del Rey, op 1 december 2016 als vervanger tijdens de 0-3 overwinning bij Gimnàstic de Tarragona. Tijdens de maand december 2016 verlengde hij zijn contract bij zijn Engelse moederclub tot juni 2020.

### uitleenbeurt NAC Breda
Daarna werd hij vanaf seizoen 2016-2017 twee seizoenen uitgeleend aan NAC Breda. In zijn eerste seizoen bij NAC Breda groeide hij uit tot de beste speler en werd ook in de Eerste divisie uitgeroepen tot meest getalenteerde speler. Ook in het seizoen 2017/18 speelde hij bij NAC Breda.

### uitleenbeurt Toulouse FC
In het seizoen 2018-2019 speelde hij op huurbasis voor Toulouse, een ploeg uit de Ligue 1.

### Sporting Gijón
Op 19 juli 2019 keerde hij terug naar zijn Spaanse jeudploeg, Sporting Gijón spelend op het niveau van de Segunda División. De transfer was de duurste uit de geschiedenis van de club (4 miljoen euro) en het contract had een duurtijd van 5 jaar

## Clubstatistieken
| Seizoen | Club               | Competitie       | wedstr. | Doelp. |
| ------- | ------------------ | ---------------- | ------- | ------ |
| 2015/16 | Manchester City    | Premier League   | 1       | 0      |
| 2016/17 | → Deportivo Alavés | Primera División | 0       | 0      |
| 2016/17 | → NAC Breda        | Eerste divisie   | 19      | 2      |
| 2017/18 | → NAC Breda        | Eredivisie       | 34      | 1      |
| 2018/19 | → Toulouse         | Ligue 1          | 31      | 0      |
| 2019/20 | Gijón              | Segunda División | 40      | 3      |
| 2020/21 | Gijón              | Segunda División | 35      | 1      |
| Totaal  | Totaal             | Totaal           | 160     | 7      |

## Interlandcarrière
Manuel García haalde twee caps voor Spanje –16, waarvoor hij debuteerde in september 2013. Hij speelde verder ook voor Spanje –17, –19 en –21.
Tijdens de voorbereiding op het EK 2020, werden alle spelers van de Spaanse A-selectie in quarantaine gezet door een positieve COVID-19 test van Sergio Busquets. Daarom werd op 8 juni 2021 het gehele Spaans team onder 21 opgeroepen om de vriendschappelijke interland tegen Litouwen te spelen. García debuteerde in de wedstrijd, die met 4-0 gewonnen werd.